# 小西幹久
小西 幹久（こにし みきひさ）は、日本の漫画家。文星芸術大学マンガ専攻出身。

## 略歴
2011年、大学生の時に『素足のメテオライト』の連載を開始。
2014年より『リィンカーネーションの花弁』の連載を開始。

## 作品リスト

### 連載
- 素足のメテオライト（『月刊コミックブレイド』2011年3月号[4] - 2012年11月号[5]、全5巻） - 連載前の仮タイトルは「宿星の重力（仮）」[6]。
- リィンカーネーションの花弁（『月刊コミックブレイド』2014年7月号[3] - 2014年9月号[7]→『月刊コミックガーデン』・『MAGCOMI』連載中、既刊22巻）

### その他
- 『月刊コミックブレイド』9周年記念「きゅう」（『月刊コミックブレイド』2011年4月号[8]） - 4コマと1ページ漫画[8]。
- エイプリルフール企画『小西幹久新連載大攻勢!! 』跡地（『MAGCOMI』2022年4月1日[9]） - コメント寄稿[9]。